# لاكيم جاكسون
لاكيم جاكسون (بالإنجليزية: Lakeem Jackson)‏ مواليد 10 أغسطس 1990 في تشارلوت، هو لاعب كرة سلة أمريكي. بدأ مسيرته الاحترافية في سنة 2013. يلعب مع بوسان كي تي سونيكبوم في الدوري الكوري لكرة السلة. يحمل الرقم 20. يبلغ طوله 6 قدم 5 بوصة (2.0 م).

## المسيرة الاحترافية
لعب مع راين ستارز كولن في سنة 2015، ثم لعب مع نادي فونباو لكرة السلة في سنة 2016، ثم لعب مع بوسان كي تي سونيكبوم في سنة 2016.

## إحصائيات المسيرة

### بطولات الدوري المحلية
| الموسم    | الفريق                 | الدوري | لعب | دقيقة | ميداني% | ثلاثية | حرة  | ارتداد | صنع | SPG | تصدي | نقطة |
| --------- | ---------------------- | ------ | --- | ----- | ------- | ------ | ---- | ------ | --- | --- | ---- | ---- |
| 2013-2014 | إسكرا سفيت             | SBL    | 39  | 28.4  | .560    | .000   | .500 | 6.5    | 2.1 | .3  | 1.0  | 14.5 |
| 2014-2015 | إسكرا سفيت             | SBL    | 31  | 33.1  | .580    | .200   | .560 | 8.9    | 2.4 | 2.0 | 1.0  | 18.4 |
| 2015-2016 | راين ستارز كولن        | ProA   | 30  | 31.6  | .470    | .200   | .500 | 7.2    | 2.2 | 1.0 | 1.0  | 12.6 |
| 2016-2017 | نادي فونباو لكرة السلة | ProA   | 9   | 21.9  | .500    | .000   | .518 | 4.9    | 1.7 | 1.0 | 1.0  | 7.2  |

## روابط خارجية
- لاكيم جاكسون على موقع دوري كرة السلة الياباني للمحترفين (اليابانية)
- لاكيم جاكسون على موقع كرة السلة الأوروبية.كوم (الإنجليزية)
- لاكيم جاكسون على موقع كلية كرة السلة في سبورتس رفرنس.كوم (الإنجليزية)
- لاكيم جاكسون على موقع ريلجم (الإنجليزية)
- لاكيم جاكسون على موقع بروبوليرز (الإنجليزية)